# 23e cérémonie des Grammy Awards
La 23e cérémonie annuelle des Grammy Awards a eu lieu au Radio City Music Hall à New York le 25 février 1981.

## Palmarès
| Prix                      | Artiste           | Titre             |
| ------------------------- | ----------------- | ----------------- |
| Enregistrement de l'année | Christopher Cross | Sailing           |
| Album de l'année          | Christopher Cross | Christopher Cross |
| Chanson de l'année        | Christopher Cross | Sailing           |
| Meilleur nouvel artiste   | Christopher Cross | Christopher Cross |